# Ballincollig
Ballincollig (Iers: Baile an Chollaigh) is een forensen-voorstad van Cork en heeft circa 20.000 inwoners. De plaats is gelegen aan de Lee.
Ballincollig is in de 17e eeuw gesticht en vernoemd naar het nabijgelegen Ballincollig kasteel. Het was een klein dorpje met een kruitfabriek, maar is de laatste decennia sterk gegroeid als voorstad van Cork. Ballincollig is vanaf 1995 meer bekend geworden door het feit dat op de plaatselijke St.Oliver begraafplaats de laatste rustplaats is van Rory Gallagher.

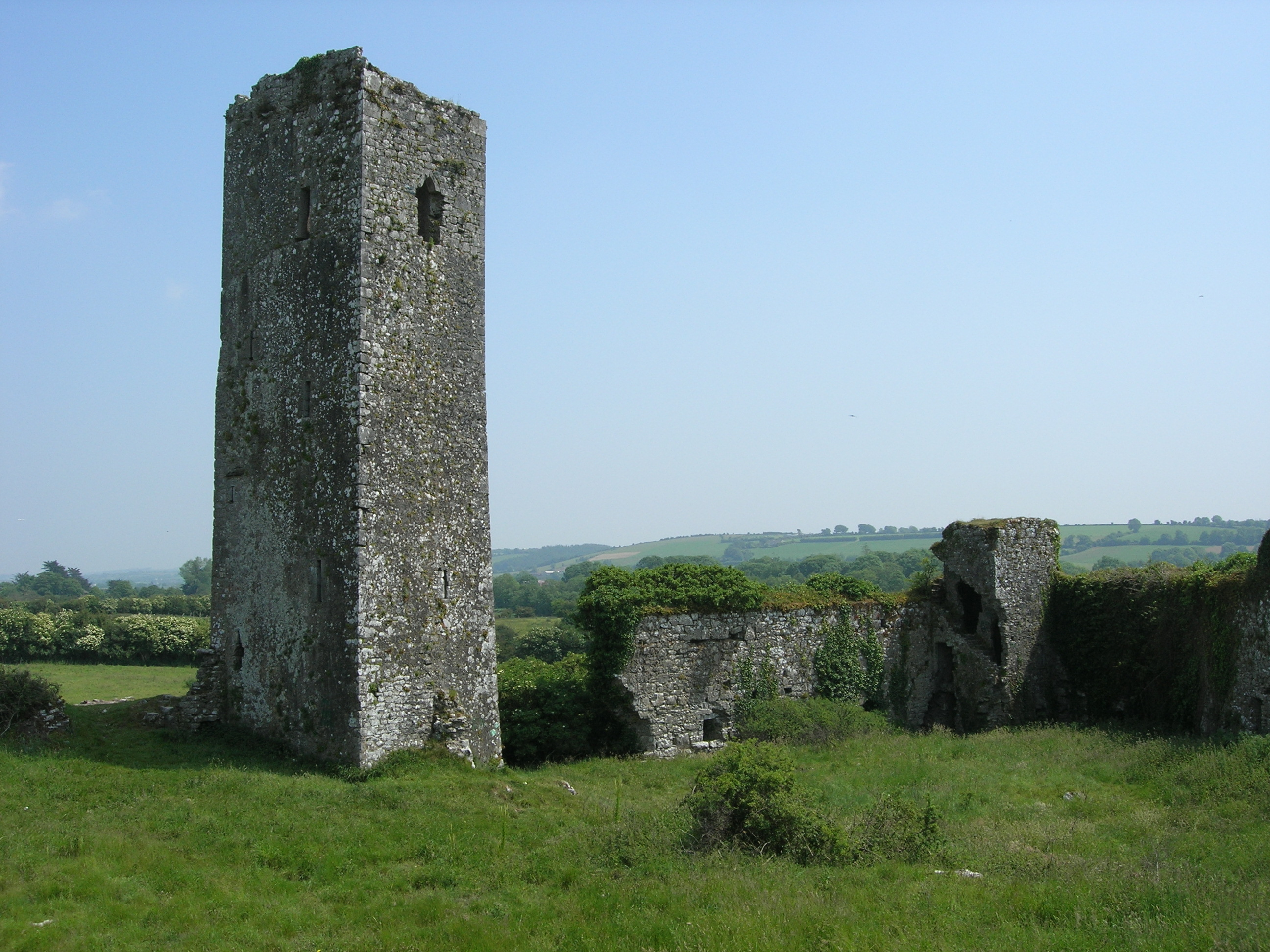
Ballincollig kasteel.